# Ichikawa
Ichikawa (市川市 Ichikawa-shi?) är en stad i den japanska prefekturen Chiba på den östra delen av ön Honshu. Den har cirka 470 000 invånare. Staden är belägen strax öster om Tokyo och ingår i dess storstadsområde. Ichikawa fick stadsrättigheter 3 november 1934.